# Stephen Sondheim
Stephen Joshua Sondheim (ur. 22 marca 1930 w Nowym Jorku, zm. 26 listopada 2021 w Roxbury) – amerykański kompozytor musicali oraz autor tekstów piosenek pochodzenia żydowskiego.
Napisał teksty do kilku musicali innych kompozytorów (West Side Story, Gypsy, Do I Hear a Waltz?). Laureat nagrody Pulitzera za scenariusz do musicalu Niedziela w parku z George’em, odznaczony Medalem Wolności i National Medal of Arts.

## Życiorys
Syn Herberta i pochodzącej z ortodoksyjnej judaistycznej rodziny Janet „Foxy” Sondheim, dorastał w Upper West Side na Manhattanie, a potem na farmie w stanie Pensylwania, gdzie uczęszczał do szkoły średniej George School w Newtown. W 1950 ukończył Williams College w Williamstown i podjął pracę jako asystent scenarzysty sitcomu fantasy CBS Cyliner (Topper, 1953–1954).
Był uczniem Oscara Hammersteina II. Karierę zaczynał jako autor tekstów piosenek m.in. do West Side Story i Gypsy. W 1962 rozpoczął samodzielną karierę musicalem Funny Thing Happened on the Way to the Forum. Kolejny, Anyone Can Whistle z 1964, zakończył się porażką – miał 9 przedstawień. Od musicalu A Little Night Music rozpoczęła się jego współpraca z Haroldem Prince’em.
W 1976 zdobył nagrodę Grammy w kategorii piosenka roku za Send in the Clowns wykonaną przez Judy Collins. Został sześciokrotnie uhonorowany nagrodą Tony za musicale: Company (1971), Follies (1972), A Little Night Music (1973), Sweeney Todd (1979), Into the Woods (1988) i Passion (1994). W 1991 odebrał nagrodę Oscara za najlepszą piosenkę „Sooner or Later” (wykonanie: Madonna) do filmu Dick Tracy (1990), a także z płyty I’m Breathless.

## Życie prywatne
Był członkiem stowarzyszenia Phi Beta Kappa. Sondheim został opisany jako introwertyczny i samotny. W wywiadzie dla Franka Richa powiedział: „Uczucie outsidera – kogoś, kogo ludzie chcą zarówno pocałować, jak i zabić – pojawiło się dość wcześnie w moim życiu”. Nie ujawnił się jako gej, dopóki nie skończył 40 lat. Przez osiem lat w latach 90. mieszkał z dramaturgiem Peterem Jonesem. W 2017 poślubił Jeffreya Scotta Romleya. Mieszkali na Manhattanie i Roxbury w Connecticut.
Zmarł 26 listopada 2021 w swoim domu w Roxbury w stanie Connecticut w wieku 91 lat. Przyczyna śmierci nie została ujawniona publicznie.

## Najważniejsze prace
Poza miejscami, gdzie zostało napisane co innego, muzyka i teksty piosenek są autorstwa Stephena Sondheima.
- Saturday Night (1954, wyprodukowany w 1997): Scenariusz – Julius i Philip Epstein
- West Side Story (1957): Muzyka – Leonard Bernstein, scenariusz – Arthur Laurents, reżyseria – Jerome Robbins
- Gypsy (1959): Muzyka – Jule Styne, scenariusz – Arthur Laurents, reżyseria – Jerome Robbins
- A Funny Thing Happened on the Way to the Forum (1962): scenariusz – Burt Shevelove i Larry Gelbart, reżyseria – George Abbott
- Anyone Can Whistle (1964): scenariusz i reżyseria – Arthur Laurents
- Do I Hear a Waltz? (1965): Muzyka – Richard Rodgers, scenariusz – Arthur Laurents, reżyseria – John Dexter
- Company (1970): scenariusz – George Furth, reżyseria – Hal Prince
- Follies (1971): scenariusz – James Goldman, reżyseria – Hal Prince
- A Little Night Music (1973): scenariusz – Hugh Wheeler, reżyseria – Hal Prince
- The Frogs (1974): scenariusz – Burt Shevelove (scenariusz wersji z 2004 roku – Nathan Lane)
- Pacific Overtures (1976): scenariusz – John Weidman, reżyseria – Hal Prince
- Sweeney Todd (1979): scenariusz – Hugh Wheeler, reżyseria – Hal Prince
- Merrily We Roll Along (1981): scenariusz – George Furth, reżyseria – Hal Prince
- Sunday in the Park with George (1984): scenariusz i reżyseria – James Lapine
- Into the Woods (1987): scenariusz i reżyseria – James Lapine
- Assassins (1990): scenariusz – John Weidman, reżyseria – Jerry Zaks
- Passion (1994): scenariusz i reżyseria – James Lapine
- Bounce (2003): scenariusz – John Weidman, reżyseria – Hal Prince; tytuł zmieniony na Road Show
- Road Show (2008): scenariusz – John Weidman, reżyseria – John Doyle (wcześniej pod tytułami: Bounce, Wise Guys oraz Gold!)